# Casa Levy de Pianos
A Casa Levy de Pianos é uma indústria e comércio de pianos brasileira sediada na cidade de São Paulo.

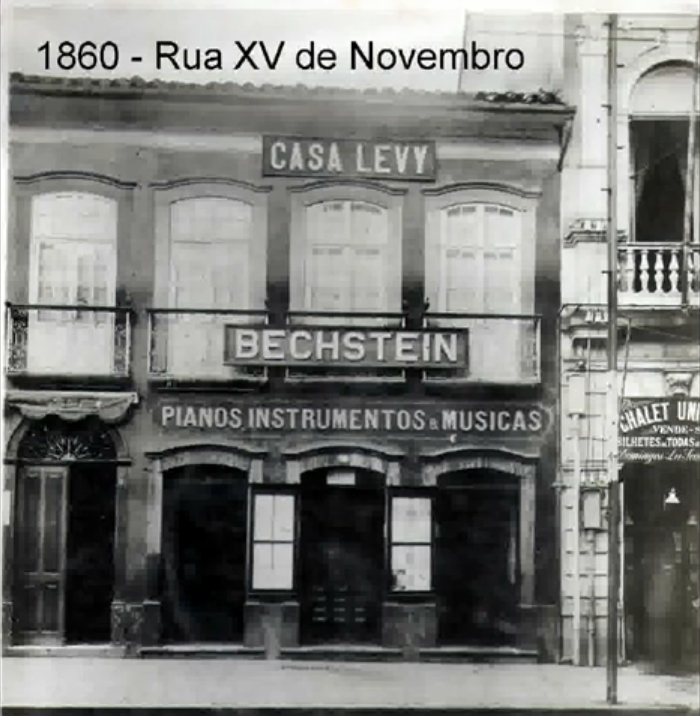
Casa Levy de Pianos e Música

Fundada em 1860 por Henrique Luiz Levy (pai de Alexandre Levy), instalou-se primeiramente na rua XV de Novembro (então rua da  Imperatriz). Na década de 1920 mudou-se para a rua Barão de Itapetininga (região central de São Paulo) e lá ficou até 1947, quando se deslocou para a rua da Consolação, onde teve três lojas. Ficou na rua Aspicuelta (Pinheiros) de 1974 a 1994 , quando se transferiu para a rua Girassol, na Vila Madalena, onde permanece até hoje.

## História

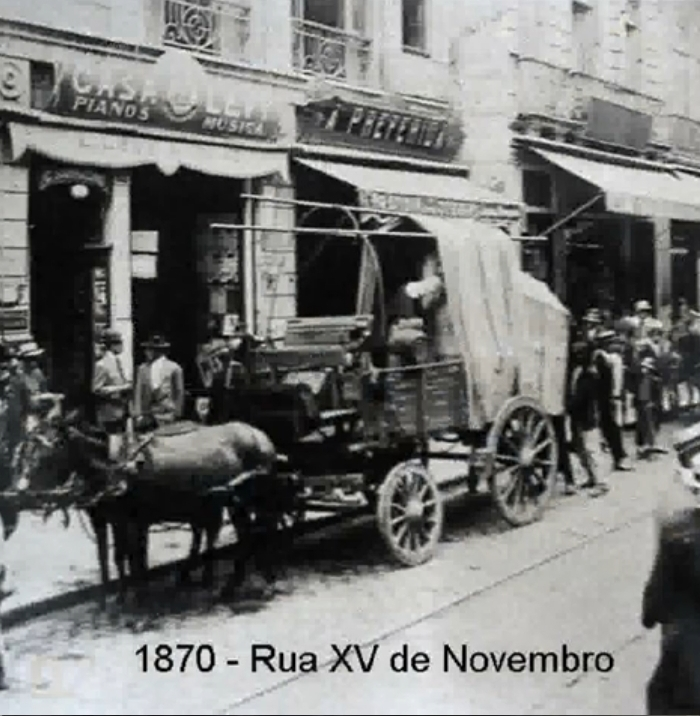

Henrique Luiz Levy, clarinetista, para sobreviver no Brasil - antes de fundar a Casa Levy de Pianos - percorreu grande parte do interior paulista vendendo joias vindas da França. Em 1859 decide ficar na cidade de  São Paulo e dedicar-se mais à sua atividade preferida, a música; logo em seguida, em 1860, funda a Casa Levy de Pianos e Música. Oferecia em sua loja, além dos instrumentos, o serviço de composição, edição e lançamentos de músicas, vendidas em forma de partituras, lançando músicas de Brasílio Itiberê, Carlos Gomes, Alexandre Levy, entre outros.
Com a morte de Henrique Luiz Levy, a empresa passou a ser administrada por Luiz Levy e Eduardo Dohmen, lançando músicas de Francisco Alves, Arnaldo Pescuma, Paraguaçu e Pachequinho, promovendo concertos no Teatro Municipal de São Paulo e, em 1932, com um programa chamado "Músicas Finas" apresentado por Eduardo Dohmen e Carlos Pacheco (Pachequinho) na Rádio Educadora Paulista.